# Estuario del Tamigi

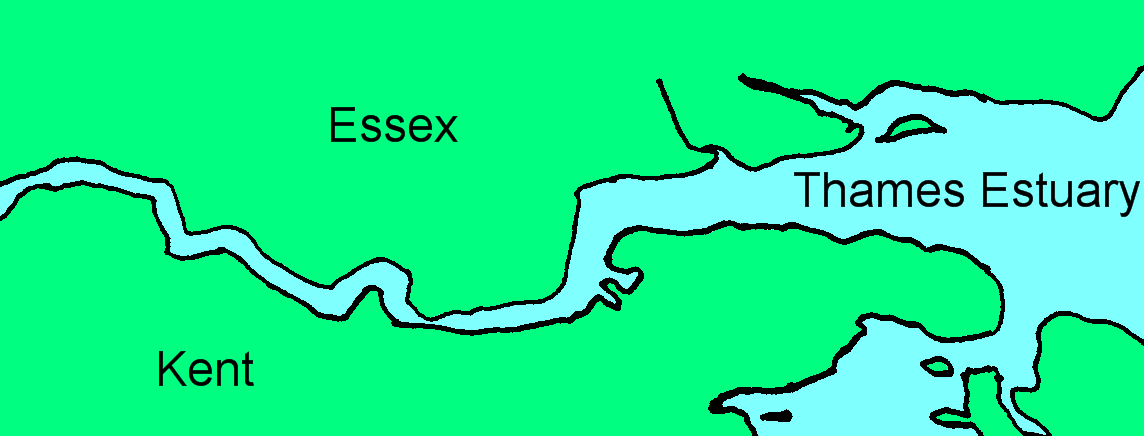
L'estuario del Tamigi

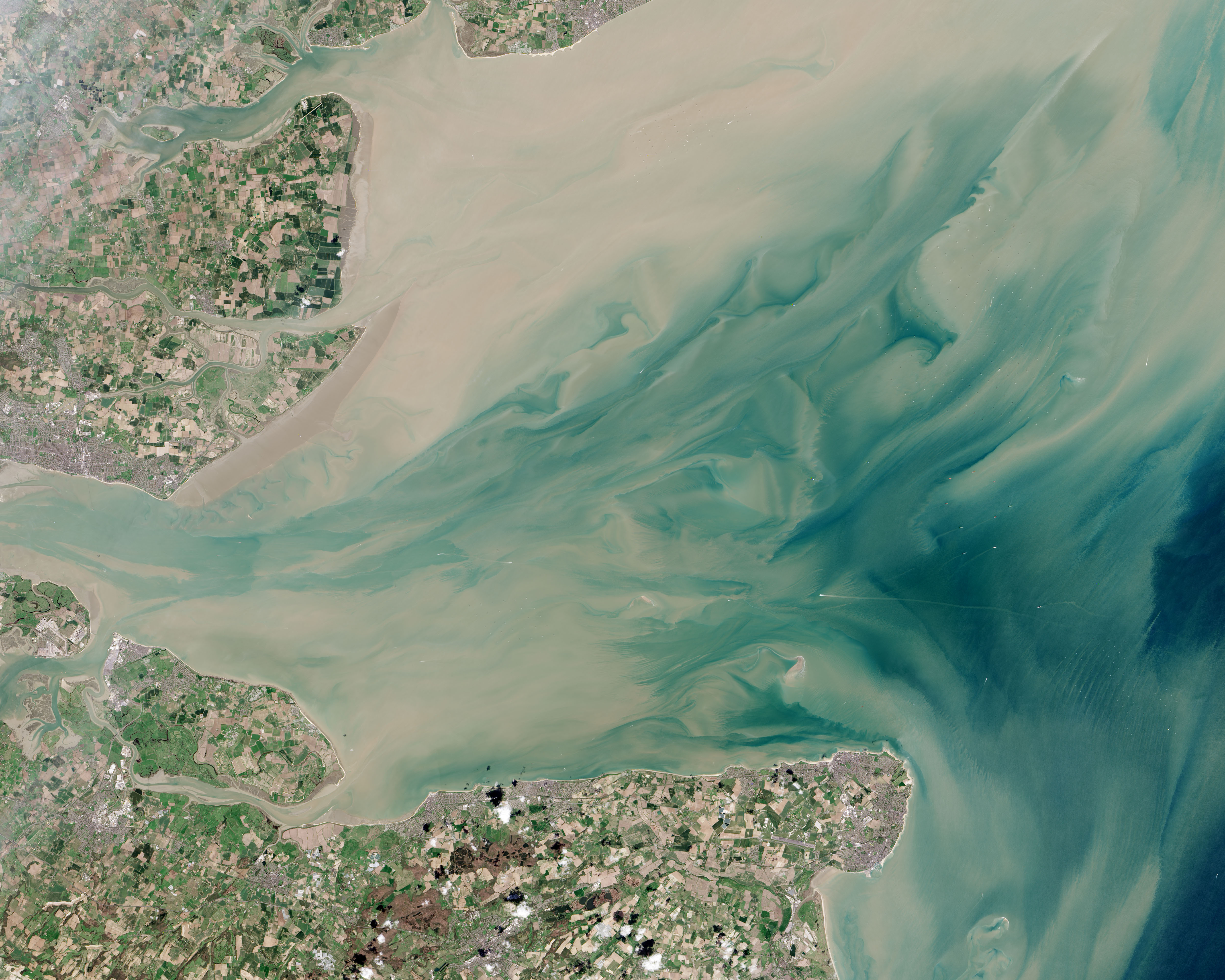
Immagine satellitare dell'estuario del Tamigi

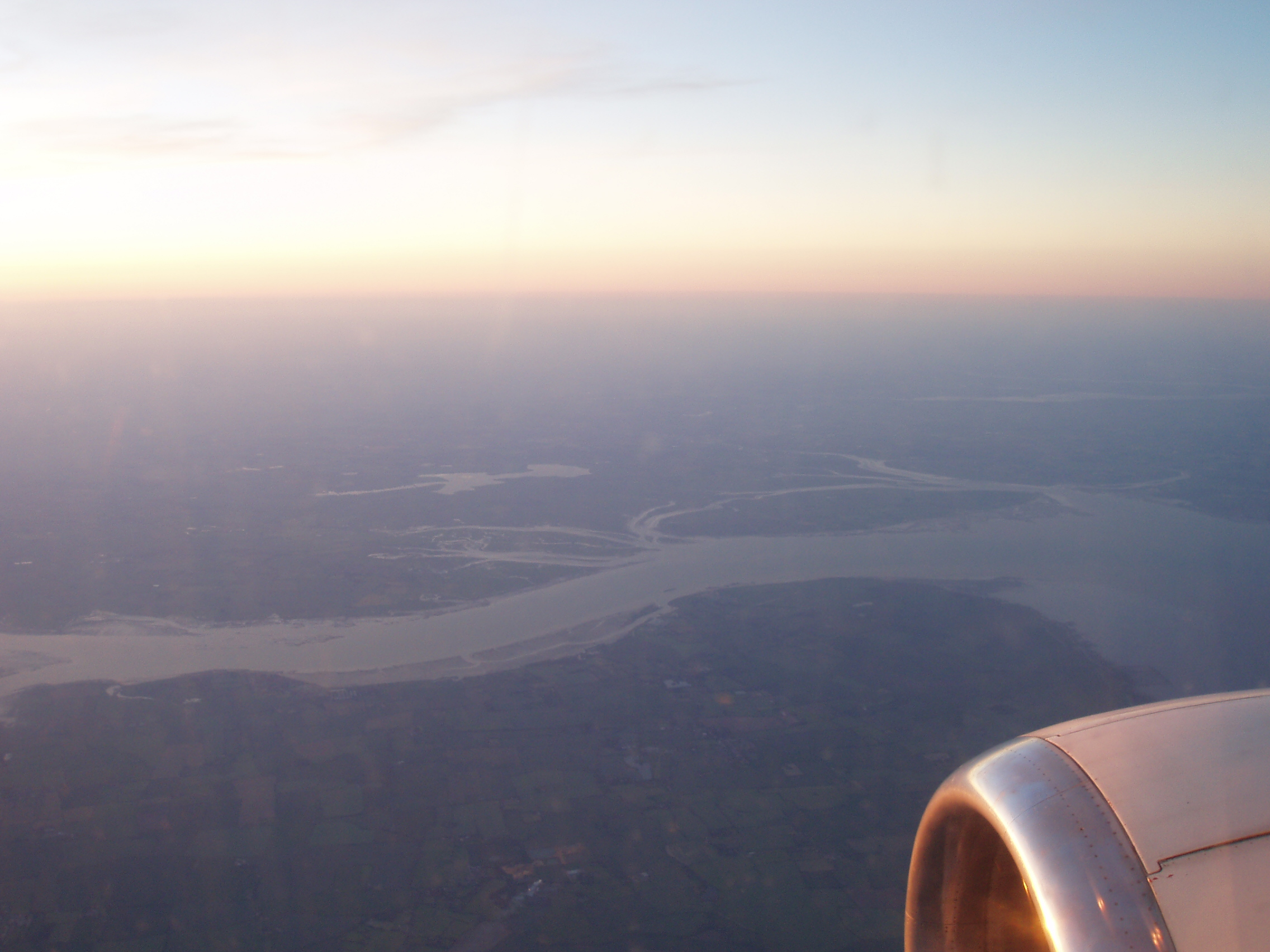
Veduta aerea dell'estuario Blackwater sulla costa dell'Essex, nella parte settentrionale dell'estuario del Tamigi. Mersea Island è sulla destra.

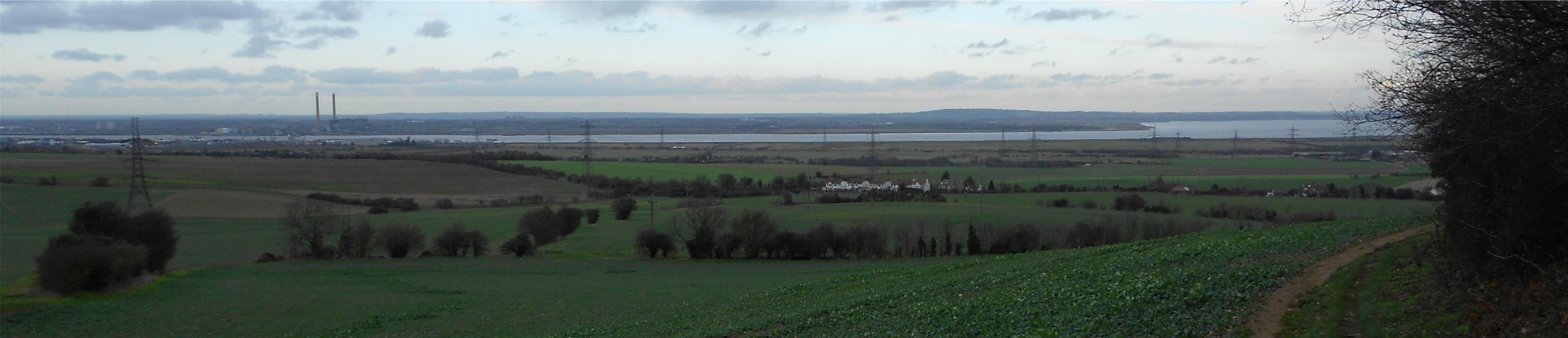
Vista dell'alto estuario del Tamigi da Tilbury a Mucking Creek guardando verso nord da Shorne, a 4 km dal fiume

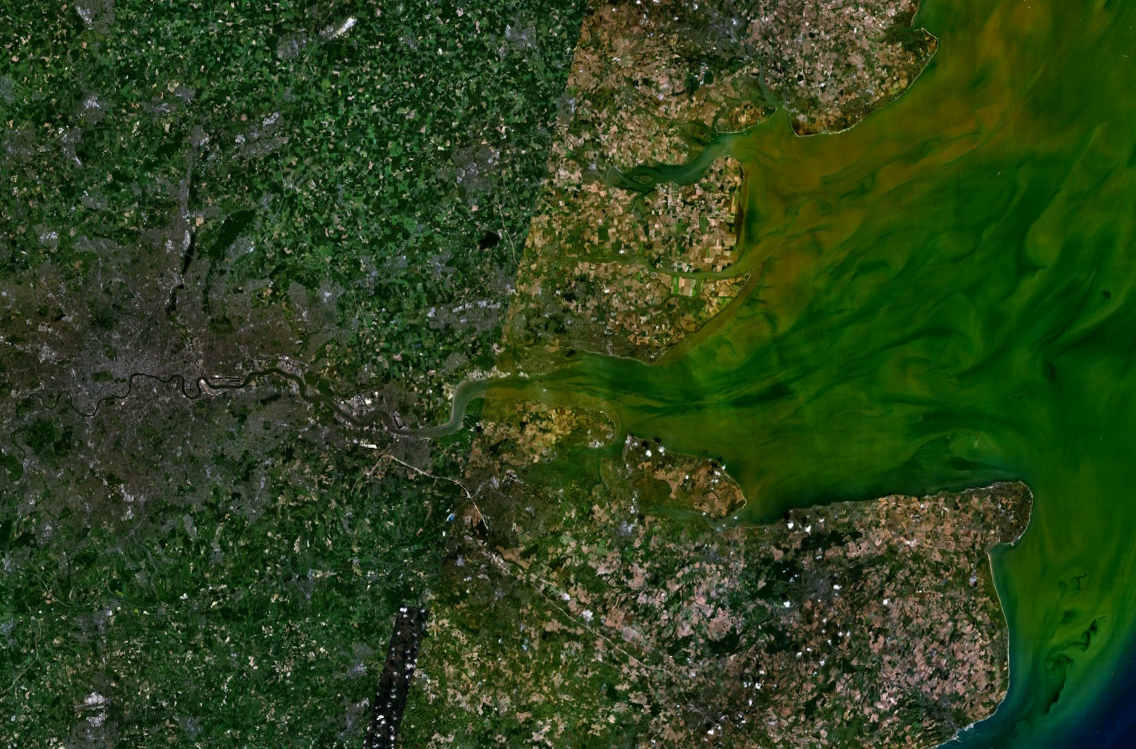
Mappa che indica la localizzazione dell'estuario

L'estuario del Tamigi è la foce del fiume Tamigi nel Mare del Nord, nel sud-est della Gran Bretagna.
Non ha confini delimitati chiaramente, ma secondo uno studio idrologico realizzato tra 1882 e 1889 si ritiene che il suo limite occidentale sia intorno a Canvey Island, lungo una linea nord sud tra North Foreland nel Kent al faro di Kentish Knock a Harwich nell'Essex.
Quest'area è la seconda al mondo per ampiezza delle maree: le acque possono salire fino a 4 metri, con una velocità di circa 13 chilometri orari.
All'interno dell'estuario si trovano diverse isole, come Sheppey, Two Tree Island e Grain, parte quest'ultima della Penisola di Hoo.

## Economia
L'estuario è una delle più grandi delle 170 insenature sulla costa della Gran Bretagna. Costituisce un'importante rotta di navigazione, che conta ogni anno migliaia di movimenti. Grandi petroliere, navi portacontainer, portarinfuse e traghetti Roll-on/roll-off (ro-ro) entrano per l'estuario nel porto di Londra e nei porti di mezzavia a Sheerness, Chatham e Thamesport. SF 15T
La tradizionale chiatta a vela del Tamigi che ha lavorato in questo settore fu progettata per essere adatta alle acque poco profonde nei porti più piccoli.
Più recentemente, è stato sviluppato alla foce uno dei più grandi parchi eolici nel Regno Unito. Si trova 8,5 km a nord di Herne Bay, nel Kent. L'impianto comprende 30 pale eoliche, che generano un totale di 82,4 MW di energia elettrica. Il London Array, molto più grande, arriva fino a 1 GW di capacità.
Questa zona ha avuto diversi siti proposti per la costruzione del nuovo Aeroporto Estuario del Tamigi, per integrare o addirittura sostituire quelli di Heathrow e Gatwick. Nel 1960 il sito di Maplin Sands era uno dei luoghi proposti, mentre nel 2002 è stato preso in esame Cliffe, nel Kent. Il nuovo aeroporto dovrebbe essere costruito su un'isola artificiale nella baia a nord di Minster-in-Sheppey. C'è anche qualche discussione circa la necessità di costruire un attraversamento del basso Tamigi (Lower Thames Crossing) al fine di alleviare la congestione del traffico nel passaggio di Dartford.
Il Tamigi è la parte focale del toponimo del XXI secolo denominato "Porta del Tamigi" (Thames Gateway), designato come una delle principali aree di sviluppo dell'Inghilterra meridionale.

## Estuario del grande Tamigi
La terminologia "estuario del grande Tamigi " (Greater Thames estuary) viene utilizzata per indicare la costa e le terre basse che contornano l'estuario stesso. Queste aree sono caratterizzate dalla presenza di zone fangose, basse spiagge aperte e acquitrini salmastri, chiamate Paludi del Kent settentrionale e Paludi dell'Essex.

Nel terreno retrostante ai terrapieni artificiali, costituito dalla terra di bonifica ottenuta dopo il prosciugamento dell'acqua salmastra, sono state ricavate aree dedicate al pascolo, ma l'attuale tendenza all'innalzamento del livello del mare rende a volte necessario allagare temporaneamente alcune di queste zone in particolare durante le forti maree primaverili, allo scopo di ridurre la pressione che grava sulle opere di difesa.
Ci sono molti estuari più piccoli nell'Essex, tra cui quelli dei fiumi Colne, Blackwater e Crouch. I piccoli villaggi costieri sono basati sull'economia della pesca, sulla costruzione di barche e sulla nautica da diporto. Le isole di Sheppey, Foulness e Mersea fanno parte della costa.
Dove la terra più alta raggiunge la costa ci sono alcuni insediamenti più grandi, come Clacton-on-Sea a nord di Essex, Herne Bay nel Kent e l'area di Southend-on-Sea all'interno della parte più stretta della foce.

## Salinità
Quello del Tamigi, il quale scorre attraverso Londra, è un estuario fluviale classico, con un ambiente sedimentario limitato dagli argini artificiali. Il distretto di Teddington, a poche miglia a sud-ovest del centro di Londra, segna il confine tra le parti di marea e non di marea del Tamigi, anche se è ancora considerato un fiume d'acqua dolce in quanto a ovest di Battersea la salinità media è molto bassa e la fauna ittica è costituita in prevalenza da specie di acqua dolce, come rutilo, leucisco, carpa, persici e luccio. Il Tamigi diventa salmastro tra Battersea e Gravesend e la diversità delle specie dei pesci d'acqua dolce presenti è più limitata (rutilo e leucisco), mentre sono presenti diverse specie eurialine come passera, branzino, triglie e osmeridi. Più a est, la salinità aumenta e le specie dei pesci d'acqua dolce sono completamente sostituite da quelle marine eurialine, fino a quando il fiume raggiunge Gravesend, in cui le condizioni di salinità diventano pienamente marine, cosicché la fauna ittica assomiglia a quella dell'adiacente Mare del Nord e comprende sia specie marine eurialine che specie stenoaline. Analogamente, si osserva un modello simile di sostituzione anche per le piante acquatiche e gli invertebrati che vivono nel fiume.

## Nella cultura di massa
Joseph Conrad visse a Stanford-le-Hope vicino alle paludi dell'Essex. Nella sua opera Lo specchio del mare del 1906 è contenuta una memorabile descrizione della zona vista dal Tamigi. L'area viene descritta da Conrad anche nelle prime pagine del romanzo Cuore di tenebra, sia come luogo di partenza delle grandi navi inglesi da esplorazione e colonizzazione sia, nei tempi antichi, come sito di colonizzazione delle isole britanniche da parte dell'Impero romano.

### Accento
La parlata di molte delle persone della zona e, principalmente l'accento del Kent e dell'Essex, sono spesso conosciuti come "inglese dell'estuario", termine per indicare una più mite varietà del cosiddetto "accento di Londra". La diffusione dell'inglese dell'estuario si estende fino a molte centinaia di miglia al di fuori di Londra e in tutte le contee limitrofe di Londra vi sono residenti che si sono trasferiti dalla capitale e hanno portato una loro versione degli accenti di Londra dando luogo a un'interferenza linguistica con i tradizionali accenti locali. Il termine "accento di Londra" è generalmente evitato, in quanto può avere molti significati. Forme di "inglese dell'estuario" quale ibrido tra la "Received Pronunciation" e i vari accenti di Londra possono essere ascoltate in tutte le nuove città, in tutte le località costiere e nelle grandi città e cittadine lungo l'estuario del Tamigi.